# Alpine A106
La Alpine A106 è un'autovettura sportiva prodotta dal 1955 al 1963 dalla piccola casa automobilistica francese Alpine (o Alpine-Renault).

## Storia e profilo
La A106 fu la prima vettura di serie realizzata dalla Alpine, una piccola azienda con sede a Dieppe, in Francia, specializzata nell'elaborazione di motori Renault.

### Genesi e debutto

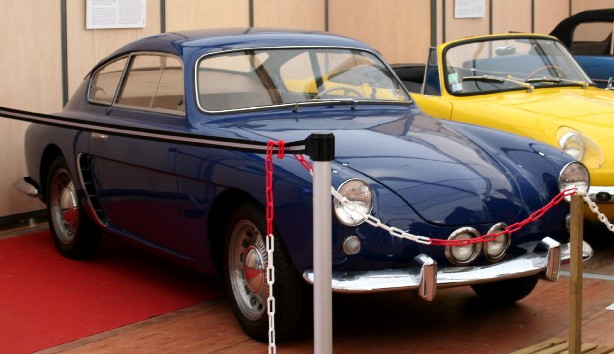
Il prototipo Alpine Marquis

Jean Rédélé era un giovane meccanico e preparatore specializzato in motori Renault che di tanto in tanto preparava vetture, in particolare delle Renault 4CV, da portare in gara. Il suocero di Rédélé, entrando un giorno nella carrozzeria dei fratelli Chappe, notò un prototipo accantonato in disparte in un angolo del piccolo capannone della carrozzeria e ne rimase impressionato, tanto da parlarne al genero. Si giunse quindi a un accordo con i fratelli Chappe, titolari dell'omonima carrozzeria sita a Saint-Maur e tra i primi esperti della storia nella lavorazione della vetroresina. Tale accordo era finalizzato appunto alla produzione di una piccola vettura sportiva da impiegare principalmente in gara, ma fruibile anche su strada.
La gestazione della vettura avvenne attraverso la realizzazione di due prototipi precedenti: la Marquis e la Coupé Allemano, progettati da Rédélé in collaborazione con i fratelli Chappe. La vetroresina, che proprio in quegli anni cominciava a trovare applicazione nel settore automobilistico, venne impiegata anche per la futura vetturetta sportiva in fase di progettazione. Durante il 1954 venne comunque realizzato un primo esemplare in acciaio, ma solo per valutare in primis l'impatto estetico e in secondo luogo anche perché i lamierati potessero essere utilizzati come stampi per i pannelli in vetroresina. La produzione partì nel gennaio del 1955, molto adagio per valutare con calma i risultati ottenuti con il nuovo materiale e per testare la meccanica anche in alcune competizioni. Il 14 luglio del 1955, in occasione della festa nazionale francese, tre esemplari verniciati ognuno in uno dei tre colori della bandiera francese, vennero presentati alla stampa e alla dirigenza della Renault. Tra la fine del 1955 e l'inizio dell'anno seguente, venne organizzata la commercializzazione della vettura, che al momento della presentazione alla stampa non era ancora stata definita. In quegli ultimi mesi prima dell'avvio delle vendite, venne deciso il nome, ossia A106, dove le tre cifre corrispondevano alla prime tre della sigla di progetto R1063, ossia la sigla della Renault 4CV più spinta, di cui vennero ripresi motore e meccanica.

#### Design esterno e interno

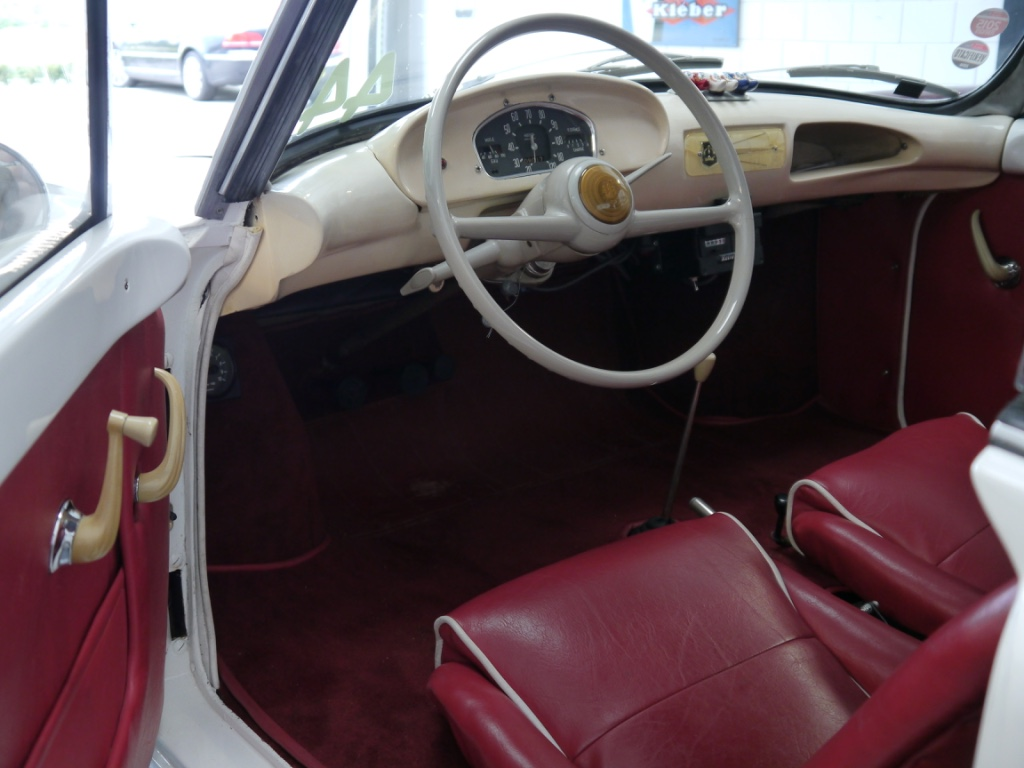
Gli interni

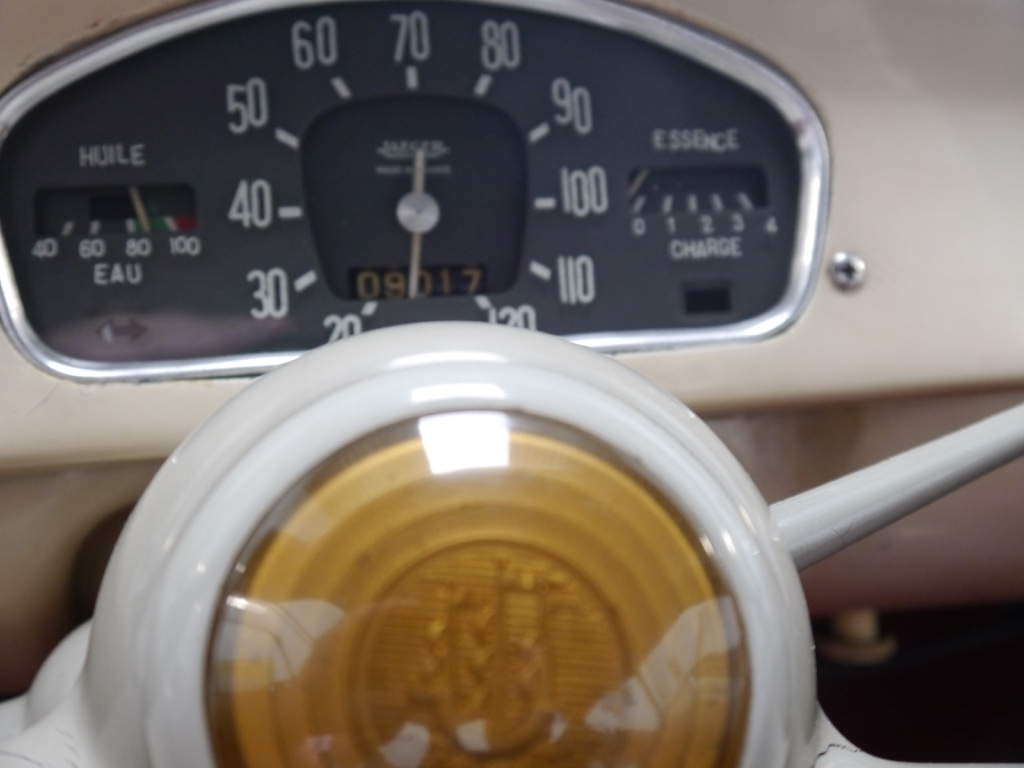
Dettaglio del tachimetro

La A106 si presentava come una piccola coupé dal cofano anteriore spiovente e affiancato da due proiettori circolari, sotto ai quali trovavano posto gli indicatori di direzione e due piccole prese d'aria. Il corpo vettura basso e scattante mostrava anteriormente un parabrezza dal disegno incurvato (nei primi esemplari era costituito né più né meno dal lunotto di una Frégate). La vista laterale della A106 mostrava qualche affinità stilistica con le contemporanee Porsche 356, affinità sottolineate dal disegno arcuato del padiglione e della coda, ben raccordati fra loro, e dai passaruota posteriori che andavano a coprire in piccola parte le ruote. Sempre nella zona posteriore, sui massicci montanti erano incastonati altri indicatori di direzione, mentre sui parafanghi erano ricavate delle prese d'aria per il raffreddamento del motore, montato anch'esso posteriormente come la berlina da cui la A106 traeva origine. La coda era caratterizzata dal lunotto spostato relativamente in alto per poter dare spazio al motore in un corpo vettura dalla ridotta altezza da terra. L'accesso al vano motore era possibile attraverso uno sportello dotato di due feritoie nella parte superiore e di un'apertura nella parte inferiore per lo smaltimento del calore. Completavano la vista della parte posteriore due piccoli faretti a goccia. Il piccolo abitacolo era assai essenziale e offriva spazio per due persone, con un posto guida caratterizzato da un volante a due razze e da un cruscotto elementare, costituito in pratica dal solo tachimetro. 

#### Struttura, meccanica e motori

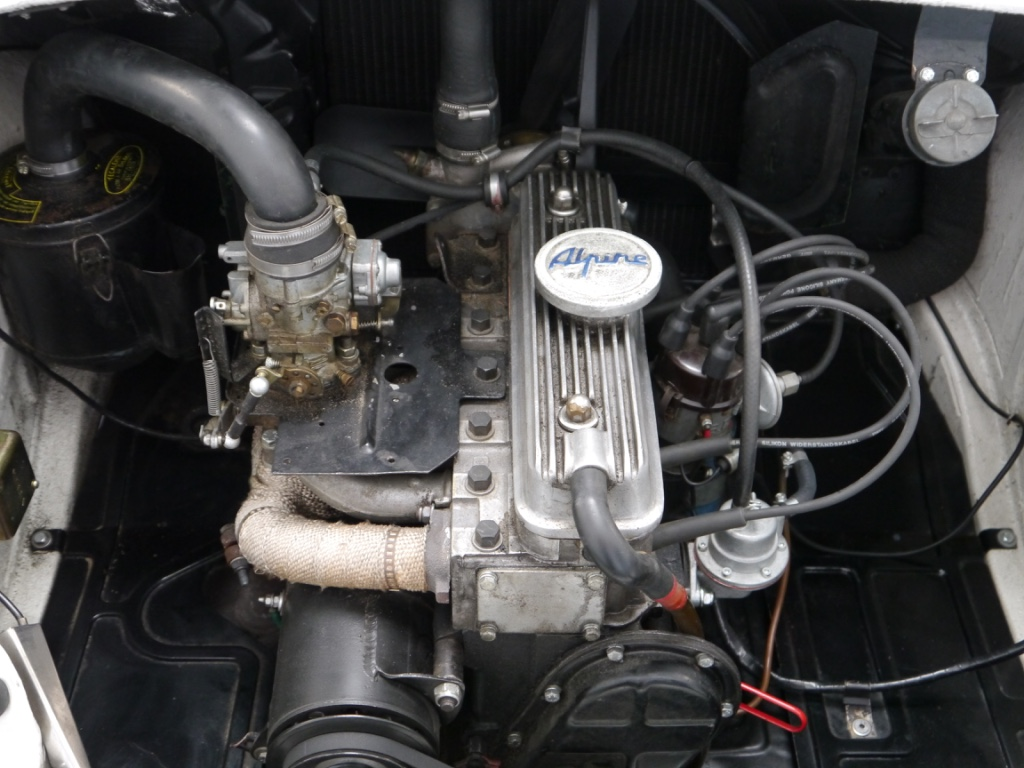
Il motore

La A106 mantenne lo stesso schema meccanico della 4CV, ossia uno schema di tipo "tutto dietro" con motore posteriore e trazione posteriore. La struttura di base era un telaio a piattaforma con carrozzeria in vetroresina, sospensioni a ruote indipendenti con bracci oscillanti all'avantreno e semiassi oscillanti al retrotreno. Sui due assi erano previste molle elicoidali e ammortizzatori idraulici telescopici. L'impianto frenante prevedeva freni a tamburo sulle quattro ruote, mentre lo sterzo era del tipo a cremagliera. Il motore della A106 derivava direttamente da quello montato nella 4CV R1063, già montato dalla casa madre sulle versioni da gara della 4CV. Tale motore era un 4 cilindri da 747 cm³ in grado di sviluppare una potenza massima di 43 CV a 6200 giri/min. Ne sono esistiti però anche alcuni esemplari con potenza dimezzata e pari a soli 21 CV in quanto veniva invece montato il più tranquillo motore R1062 previsto nelle altre 4CV. Inoltre, su alcuni esemplari denominati Coach, fu montato un inedito motore da 904 cm³ in grado di erogare 38 CV di potenza massima. In ogni caso si trattava di motori con distribuzione ad asse a camme laterale e con testata a due valvole. Le prestazioni erano di rilievo per l'epoca, grazie anche al peso a vuoto contenuto in appena 530 kg: le motorizzazioni meno potenti già raggiungevano i 120 km/h, che divennero 140 sulla versione con motore da 0.9 litri e perfino 155 per la versione con motore da 43 CV. La A106 montava un cambio manuale a 4 marce.

### Carriera commerciale

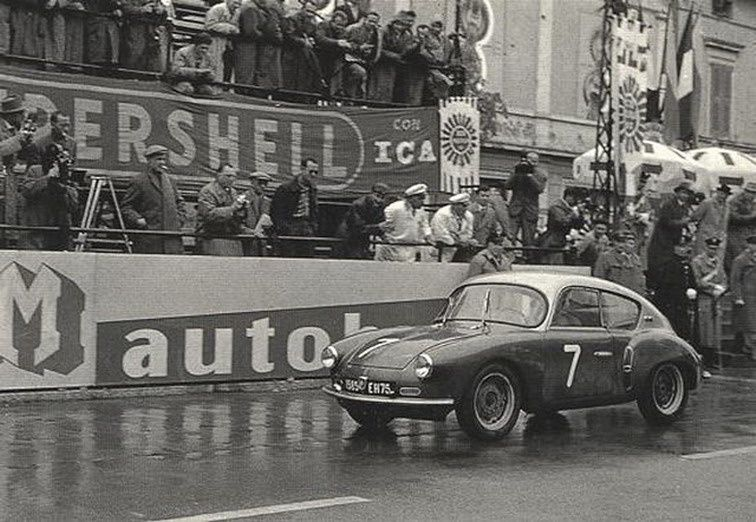
Alpine A106 alla Mille Miglia 1956

Le caratteristiche meccaniche e motoristiche della A106 permisero alla piccola vettura di conquistare diverse vittorie in varie competizioni, e di sperimentare alcune soluzioni tecniche inedite come il cambio a 5 marce, ottenibile come optional al posto del 4 marce di serie, molto inusuale e raro per l'epoca, specie su vetture di piccola cilindrata, e le sospensioni posteriori a quattro ammortizzatori, una soluzione che anni dopo verrà montata sulla R8 Gordini. La commercializzazione della A106, in fondo, contava proprio sull'utilizzo della vettura in gara, sia per poter vendere esemplari ad aspiranti piloti "in erba", sia per poter ottenere eventualmente anche un ritorno di immagine dalle affermazioni in campo agonistico, risultati che in effetti la vettura non tardò a ottenere.

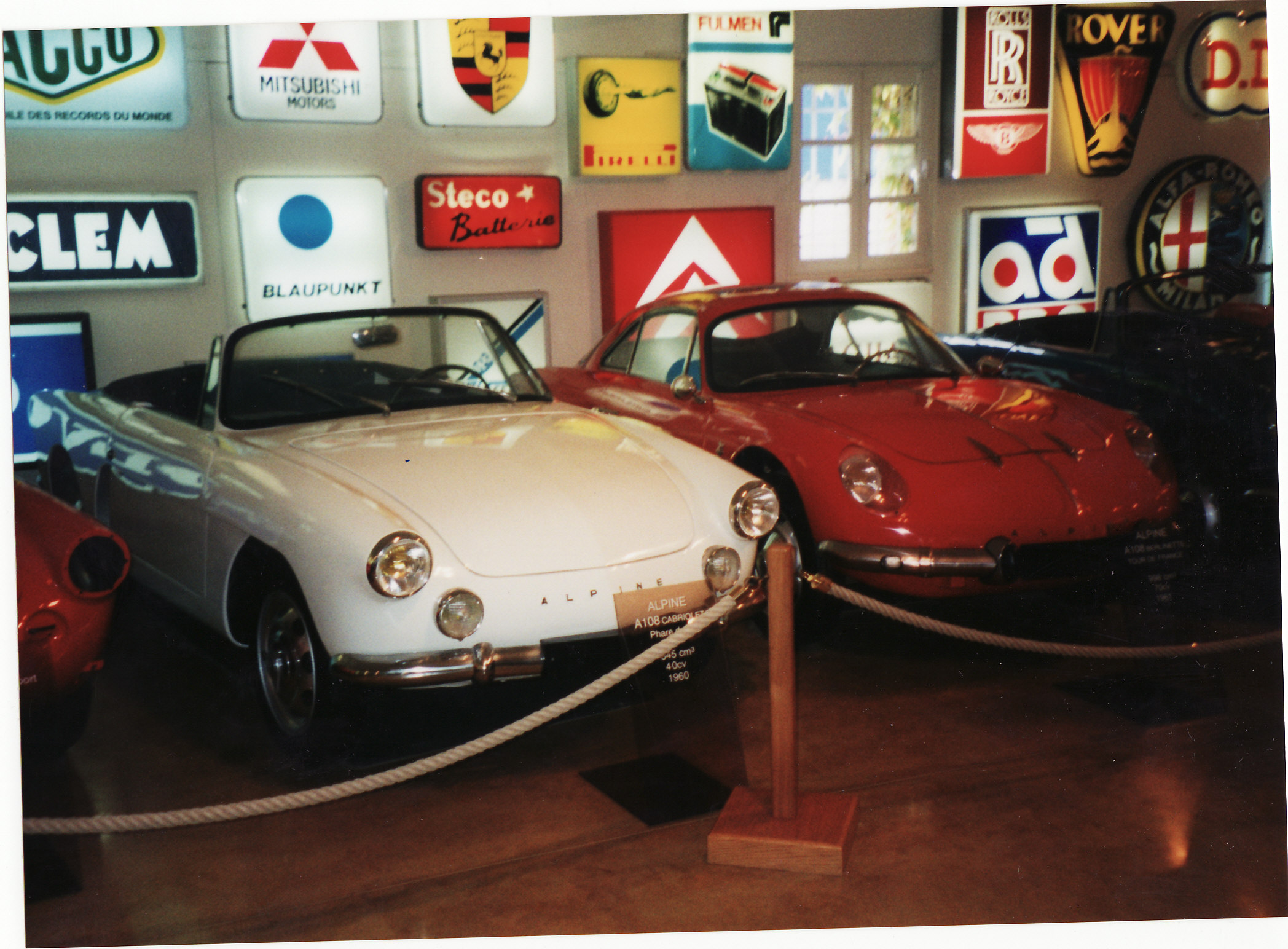
Alpine A106 cabriolet insieme a una Alpine A108, erede della A106

In ogni caso, per diversificare la gamma, nel 1957 fu introdotta anche la versione cabriolet, piuttosto elegante nelle sue linee che anticipavano la Renault Floride. Nel 1960 la versione coupé fu tolta di produzione e rimase in produzione solo la versione aperta, finché nel 1963 anche quest'ultima fu tolta dai listini.